# Douglas Ross (homme politique écossais)
Douglas Gordon Ross, né le 27 janvier 1983 à Aberdeen, est un homme politique britannique, membre du Parti conservateur écossais. 
Il est député pour Moray de 2017 à 2024. Il était auparavant membre du Parlement écossais (MSP) pour la région des Highlands et des îles.

## Jeunesse et éducation
Il est né le 27 janvier 1983 de Sandy et Lesley Ross. Il fait ses études à la Forres Academy et au Scottish Agricultural College. 

## Carrière politique
Il est élu pour la première fois au conseil de Moray en 2007, représentant le quartier Fochabers-Lhanbryde, et devient membre de l'administration indépendante / conservatrice. Il démissionne de l'exécutif en décembre 2009, mais reste conseiller. En 2012, il est réélu au conseil de Moray. Il fait de nouveau partie du groupe d'administration au pouvoir, mais en est «évincé» en 2014, à la suite d'un débat sur les fermetures d'écoles. 
Il se présente trois fois comme candidat conservateur dans la circonscription de Moray au Parlement britannique et deux fois comme candidat conservateur pour la circonscription de Moray au Parlement écossais, arrivant deuxième derrière Angus Robertson aux Élections générales britanniques de 2015, et deuxième derrière Richard Lochhead aux Élections parlementaires écossaises de 2011 et de 2016, augmentant son vote de 5% en 2015 et de 18% en 2016. Il devient membre du Parlement écossais en mai 2016 pour Highlands and Islands après avoir été classé premier sur la liste régionale. 
Il se présente de nouveau Élections générales britanniques de 2017 pour le siège de Moray, contre le chef adjoint du SNP, Angus Robertson. Ross réussit à renverser la majorité de 9 065 voix de Robertson avec 22 637 voix, soit 47,6% des suffrages exprimés, obtenant un swing de 16,5% pour les conservateurs. Ayant obtenu un siège à Westminster, il démissionne de son siège au Parlement écossais. Il soutient le maintien du Royaume-Uni au sein de l'UE lors du Référendum sur l'appartenance du Royaume-Uni à l'Union européenne en 2016.   
Après sa réélection en tant que député de Moray aux Élections générales britanniques de 2019, Ross est nommé sous-secrétaire d'État parlementaire pour l'Écosse, en remplacement de Colin Clark, qui a perdu son siège lors des élections. Il démissionne le 26 mai 2020, à la suite de son désaccord sur le soutien de Boris Johnson à son conseiller spécial, Dominic Cummings, dans le scandale créé à la suite d'une rupture des règles de confinement. 
Il appelle en janvier 2022 le premier ministre Boris Johnson, empêtré dans les scandales, à démissionner. 

## Arbitre de football
Ross est également un arbitre de football qualifié. Il est l'un des arbitres officiels de la finale de la Coupe écossaise 2015, assistant William Collum. Il poursuit sa carrière d'arbitre après avoir été élu au Parlement écossais et au Parlement britannique. 
Dans le registre des intérêts des députés de la Chambre des communes, Ross a déclaré des gains de plus de 2700 £ en août et septembre 2017 pour son travail d'arbitre assistant ,. En octobre, Ross déclare aux autorités du football qu'il n'accepterait plus de match en semaine pendant la session du Parlement britannique.
En décembre 2018, BBC Sport signale que Ross a réduit son activité d'arbitre en raison de ses engagements professionnels en tant que député. À cette époque, Ross fait également valoir que la Fédération écossaise de football ne devrait pas nommer des arbitres pleinement professionnels. 

## Vie privée
Il épouse sa femme, Krystle, en 2015. Ils ont un fils né en 2019 . 